# Село при Мирни
Село при Мирни (словен. Selo pri Mirni) је насељено место у општини Мирна, регија Југоисточна Словенија, Словенија.

## Историја
До територијалне реорганизације у Словенији било је у саставу старе општине Требње.

## Становништво
У попису становништва из 2011. године, Село при Мирни је имало 66 становника.
| Број становника према пописима | Број становника према пописима | Број становника према пописима |
| ------------------------------ | ------------------------------ | ------------------------------ |
| 1991                           | 2002                           | 2011                           |
| 80                             | 59                             | 66                             |

Напомена: До 1955. исказивано под именом Село. Године 2009. извршена је мала размена територије између насеља Село при Мирни и Забуковје (Шентруперт).